# Max Stryjek
Maksymilian „Max“ Stryjek (* 18. Juli 1996 in Warschau) ist ein polnischer Fußballtorhüter, der seit 2025 beim FC Kilmarnock spielt.

## Karriere

### Verein
Max Stryjek begann das Fußballspielen in seiner Geburtsstadt bei Agrykola Warschau und spielte daraufhin in der Jugendmannschaft von Polonia Warschau. Im Jahr 2013 kam er nach einem erfolgreichen Probetraining in die Jugendakademie des englischen Erstligisten AFC Sunderland. Ab Februar 2015 wurde er für drei Monate an den englischen Fünftligisten Boston United verliehen, für den er 12 Einsätze in der National League verbuchte. Nach seiner Rückkehr nach Sunderland stand er für die folgenden beiden Jahre im Tor der U-23-Mannschaft. Ab August 2017 war er für sechs Monate an den Viertligisten Accrington Stanley verliehen. Für den Verein stand er einmal in der League Two zwischen den Pfosten im Auswärtsspiel gegen Morecambe, das mit 2:1 gewonnen wurde. In seiner Zeit in Accrington war er hinter Aaron Chapman Ersatztorhüter und kam zu keinem weiteren Ligaeinsatz. Ab September 2018 wurde Stryjek an den FC Eastleigh verliehen. Beim Fünftligisten stand er bis Mai 2019 insgesamt 13-mal im Tor. Zwei Monate später wurde er fest verpflichtet und wurde die neue „Nummer 1“ im Tor der „Spitfires“. Im Juli 2020 wechselte er zum schottischen Erstligisten FC Livingston und war dort insgesamt zwei Jahre aktiv. Dann folgte die Rückkehr nach England zum Drittligisten Wycombe Wanderers und von dort wurde er am 13. April 2024 bis zum Saisonende an Crewe Alexandra in die EFL League Two verliehen. Im Sommer 2024 folgte ein Wechsel zu Jagiellonia Białystok in die Ekstraklasa.
Im Juli 2025 wechselte Stryjek zurück nach Schottland und unterschrieb einen Vertrag beim FC Kilmarnock.

### Nationalmannschaft
Von 2012 bis 2014 absolvierte der Torhüter insgesamt 15 Partien für diverse polnische Jugendnationalmannschaften.